# Omentum majus

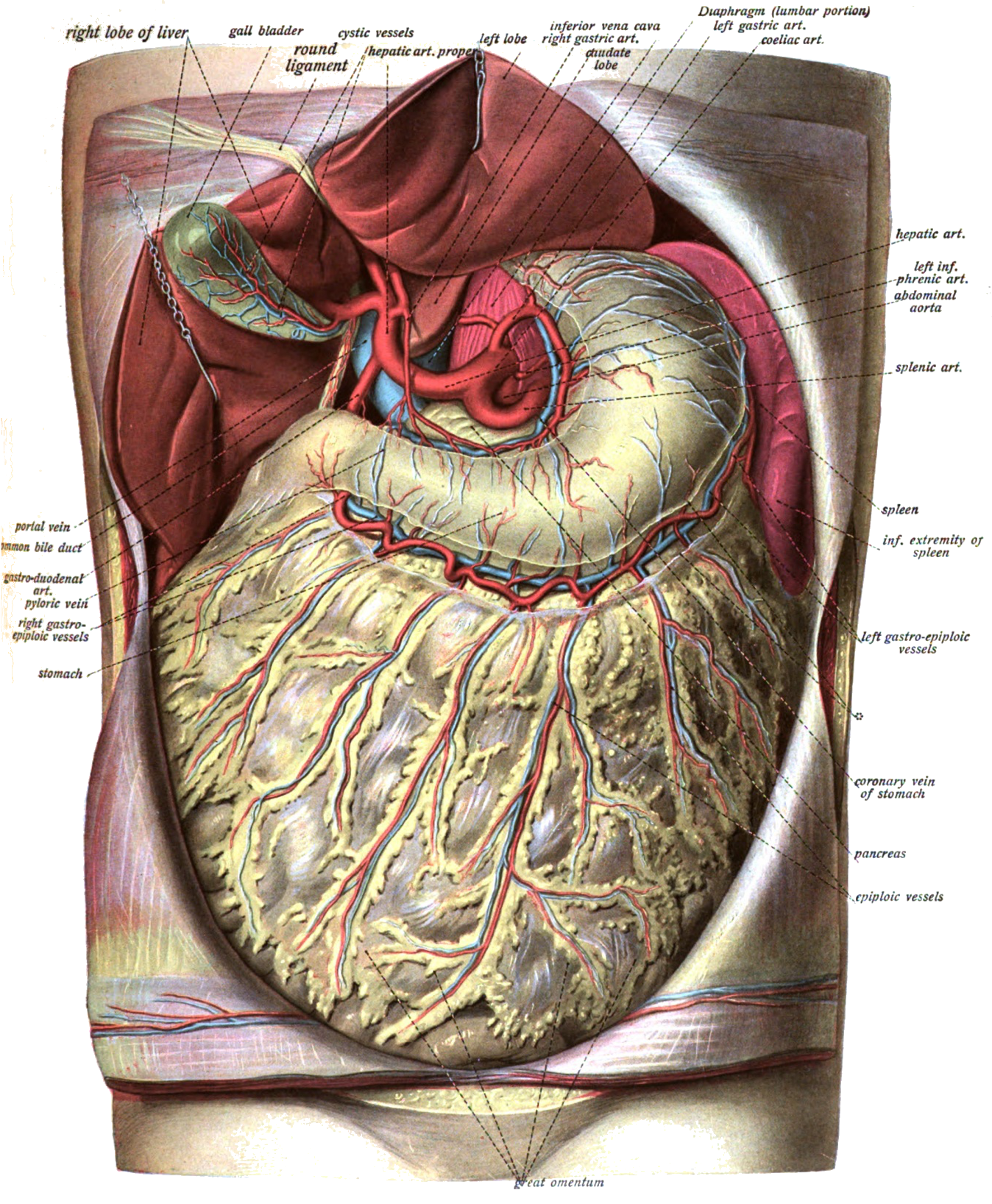
Illustration aus Sobotta's Human Anatomy

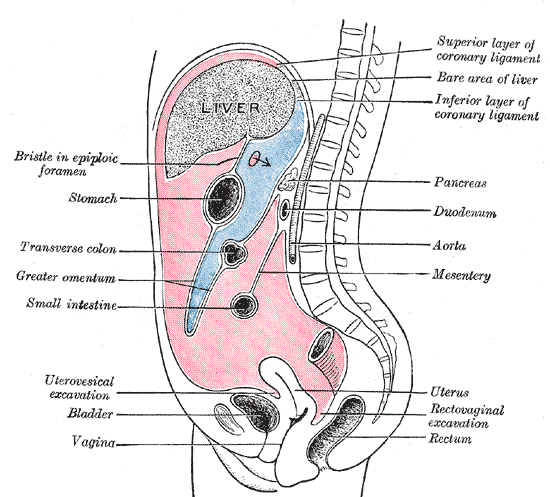
Das Omentum majus, auf einer Lithografie aus dem Buch Gray’s Anatomy.

Das Omentum majus (griechisch Epiploon), deutsch großes Netz, ist beim Menschen und anderen Säugetieren eine vom Bauchfell (Peritoneum) überzogene fett- und bindegewebsreiche Struktur, die von der großen Krümmung des Magens und dem quer verlaufenden Teil des Dickdarms (Colon transversum) schürzenartig herabhängt und die Dünndarmschlingen normalerweise vollständig bedeckt. Bei geschlachtetem Vieh spricht man vom Fettnetz. Die Ansammlungen von Lymphozyten, Histiozyten und Wanderzellen im großen Netz nennt man „Milchflecken“.
Das Omentum majus ist verantwortlich für die Immunabwehr im Bauchraum. Es enthält eine große Anzahl Makrophagen und Lymphozyten, die sich im Falle einer Entzündung vermehrt auf die betroffenen Bereiche legen und so vor einer Bauchfellentzündung schützen. Außerdem spielt es eine Rolle sowohl im Rahmen der Fettspeicherung als auch bei der Regulation des Flüssigkeitsgleichgewichts im Peritonealraum.

## Entwicklungsgeschichte
Entwicklungsgeschichtlich entsteht das Omentum majus aus einem Teil des rückenseitigen Magengekröses (Mesogastrium dorsale): Durch die 90°-Drehung des Magens um die Längsachse – die Hinterwand des Magens, die bei dieser Drehung schneller wächst, wird dabei als große Krümmung (Curvatura major) nach links verlagert – wird das rückenseitige Gekröse zunächst ebenfalls nach links gezogen, muss also wachsen. Da dieser Teil des rückenseitigen Gekröses mehr wächst als für die bloße Rotationsbewegung des Magens notwendig wäre, entsteht eine Duplikatur bzw. in Bezug auf die peritoneale Auskleidung eine vierblättrige Struktur, deren innere Bauchfellblätter bald miteinander verschmelzen. Mit der Drehung des Magens um eine sagittale Achse (seiner Querverlagerung) nimmt das Omentum majus seine Lage oberhalb des Colon transversum (Querdarm) ein und hängt nun nach unten bis zur Höhe des Bauchnabels. Auch die Serosaüberzüge von Omentum majus und Colon transversum verschmelzen dabei an ihren Berührungsflächen.

## Bursa omentalis
Die Bursa omentalis (Netzbeutel) ist ein Raum, den das Omentum umschließt (lateinisch bursa, von mittellateinisch bursa „Geldbeutel“, bedeutet „Säckchen“ oder „Beutel“). Beim Menschen entstehen im 3. Embryonalmonat Spalten im dorsalen Mesenterium, die miteinander verschmelzen. Sie bilden den Recessus pneumato-entericus dexter (es entsteht auch ein linker, der sich jedoch schnell zurückbildet), der zunächst Brust und Bauchhöhle verbindet. Dieser Durchgang wird nach oben durch das entstehende Zwerchfell verschlossen. Mit der Drehung des Magens um die Längsachse und die Mitbewegung des dorsalen Mesenteriums entsteht hieraus auf dessen rechter Seite die Bursa omentalis als  eine nach rechts offene Tasche, die letztlich hinter dem Magen zu liegen kommt. Sie dient als Verschiebeschicht für diesen und trägt zu dessen ungestörter Beweglichkeit bei. Nach Abschluss der körperlichen Entwicklung handelt es sich um die größte Bauchfellnische der Bauchhöhle.
Nach hinten wird sie begrenzt vom Peritoneum parietale, das die Bauchspeicheldrüse überzieht und sich mit dem Tuber omentale in die Bursa vorbuckelt, sowie dem Peritoneum parietale der hinteren Bauchwand, nach vorne vom Omentum minus, Magen und Ligamentum gastrocolicum, dem Verbindungsstück zwischen Magen und Querdarm, das aus dem vordersten Anteil des Mesogastrium dorsale entstanden ist. Aussackungen (Recessus) entstehen nach oben als Recessus superior, der zwischen unterer Hohlvene und Speiseröhre unter die Leber zieht, sowie nach unten als Recessus inferior zwischen Magen und Querdarm. Bei Neugeborenen setzt sich dieser oft zwischen die beiden noch unverschmolzenen Blätter des Omentum majus fort. Mit der freien Bauchhöhle ist es über das Vestibulum bursae omentalis (den Vorhof der Tasche) und das Foramen omentale (Foramen Winslowi oder Foramen epiploicum) verbunden.
Die Bursa omentalis besitzt damit große Relevanz für die Bauchchirurgie, da nur über sie Zugang zur Bauchspeicheldrüse und die angrenzenden Gebiete erreicht werden kann. Einziger natürlicher Zugangsweg ist das Foramen omentale. Chirurgisch können ventral Wege über das Omentum minus und das Ligamentum gastrocolicum, kaudal durch das Gekröse des Colon transversum geschaffen werden.

## Schweinenetz
Das Omentum majus vom Schwein, in der Küchensprache Fettnetz oder auch nur kurz Netz genannt, wird in der Küche zum Einwickeln von diversen Fleischgerichten verwendet, zum Beispiel für das Schweizer Adrio oder allgemein für den Rollbraten oder Hackbraten.